# Петрас Клімас
Петрас Клімас (лит. Petras Klimas; 23 лютого 1891, Калварія — 16 січня 1969) — литовський історик, дипломат, один з підписантів (сиґнаторів) Акта про незалежність Литви від 1918 року.
Жертва гітлерівського та сталінського терору.

## Біографія
Вивчав право в Московському державному університеті імені Ломоносова. Після закінчення навчання повернувся до Литви, де займався суспільною допомогою. У 1917 році його обрано до Таріби. Став одним з двадцяти підписантів акта про незалежність Литви.
Після отримання молодою литовською державою незалежності його скеровано на дипломатичний фронт до Франції, Бельгії, Іспанії, Португалії та Люксембурга. Окрім дипломатичної діяльності займався написанням історичних книжок, видав, між іншим, «Russich Litauen» (Російська Литва), вчення про російське правління у Литві з 1795 до 1915 року, «Der Werdegang des litauischen Staates» (Розвиток литовської держави), опис появи Литви з 1915 до 1918 року, «Lietuvos žemės valdymo istorija» (Історія землеволодіння в Литві).
У 1920-1923 рр. був викладачем у Литовському університеті.
Анексія Литви Радянським Союзом у 1940 році відбулась у той час, коли Петрас Клімас був дипломатичним представником у Парижі. У 1942—1943 роках був вивезений нацистами до концентраційного табору. У 1944 році йому вдалось дістатись Литви, однак він був заарештований НКВД і висланий до таборів, де провів 10 років. Його здоров'я постійно було у поганому стані до смерті у 1969 році. Похований на Петрашунському цвинтарі.